# リトアニア航空
flyLalまたはリトアニア航空（英語：flyLAL-Lithuanian Airlines、リトアニア語：Lietuvos avialinijos）は、リトアニアの首都ヴィリニュスを本拠とするリトアニアの国営航空会社。1938年にLietuvos oro linijosとして創立。リトアニアがソビエト連邦に占領されていた時代は、アエロフロート・ロシア航空に吸収されていた。1991年のソビエト連邦の崩壊により、リトアニアが独立国家となった時に、リトアニア航空となった。
2008年7月現在、3機のボーイング737-300、6機のボーイング737-500、1機のボーイング757-200、3機のサーブ2000によって、ヴィリニュスとヨーロッパ各地を結んでいる。
経営難のため、2009年1月16日を最後に運航を停止している。